# Curt Trusell
Curt Trusell (* 5. April 1940 in Kopenhagen) ist ein ehemaliger dänischer Radrennfahrer.

## Sportliche Laufbahn
1961 fuhr er die Tour de l’Avenir und beendete das Etappenrennen auf dem 51. Platz. Im Mannschaftszeitfahren der Meisterschaften der Nordischen Länder gewann er die Silbermedaille mit Bent Peters, Mogens Tvilling und Mogens Frey. 1962 war er am Start der Internationalen Friedensfahrt, die er als 52. des Gesamtklassements beendete. Im britischen Milk Race gewann er eine Etappe.